# Erythrodiplax anomala
Erythrodiplax anomala is een libellensoort uit de familie van de korenbouten (Libellulidae), onderorde echte libellen (Anisoptera).
De wetenschappelijke naam Erythrodiplax anomala is voor het eerst geldig gepubliceerd in 1865 door Brauer.